# Samir Caetano
Samir Caetano de Souza Santos (ur. 5 grudnia 1994 w Rio de Janeiro) – brazylijski piłkarz występujący na pozycji środkowego obrońcy. Wychowanek Flamengo, w swojej karierze grał w Udinese, Hellasie, Watfordzie, Tigres UANL oraz Mazatlán.